# 风入松书店

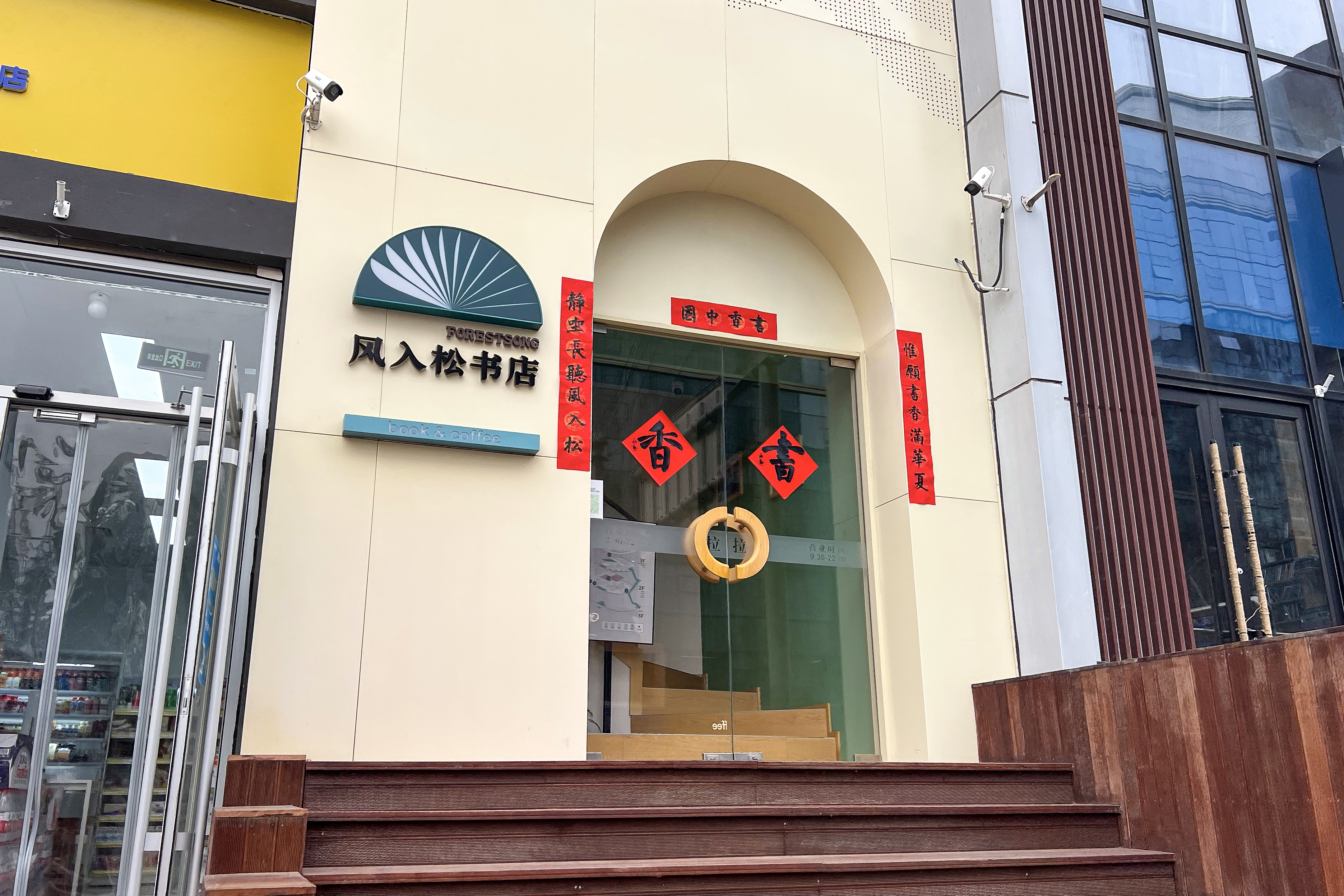
风入松书店现址（2025年2月摄）

风入松书店是原位于中国北京市海淀区北京大学南门外的资源西楼的一家私营书店，1995年初创，2011年起闭店13年，2024年在中关村大街9号重新开业。

## 简介
1995年10月28日，北京大学哲学系副教授王炜与一批学者及文人在北京大学南门附近创办了风入松书店，面积大约40平方米，店名取自词牌名“风入松”。开业3个月后，该书店迁至北京大学南门外资源西楼的地下室内，面积860平方米。该店主要经营人文及社会科学类图书。海德格尔的名言“人，诗意地栖居……”及其他许多名人名言被贴在该书店的走廊内。开创初期，风入松将茶座与木椅子搬进书店，创造了书店业的新风。该店还举办多种文化活动。2000年7月24日，王炜退出风入松书店，2005年4月11日逝世。2008年，王洪彬进入风入松管理层，出任总经理。由于受到网络书店及电子阅读的冲击，该书店的经营状况每况愈下。2011年6月2日，该书店以“设备整修”为由贴出歇业告示，此后迁离资源西楼，未找到落脚处。
2024年3月28日，已闭店13年的风入松书店在中关村大街9号（海淀大街东口）重新开业。